# 1908年ウィンブルドン選手権
1908年 ウィンブルドン選手権（1908ねんウィンブルドンせんしゅけん、The Championships, Wimbledon 1908）に関する記事。イギリス・ロンドン郊外にある「オールイングランド・ローンテニス・アンド・クローケー・クラブ」にて開催。

## 大会の流れ
- 男子シングルスは1878年、女子シングルスは1886年から「チャレンジ・ラウンド」（Challenge Round, 挑戦者決定戦）と「オールカマーズ・ファイナル」（All-Comers Final）方式で優勝を決定していた。大会前年度優勝者を除く選手は「チャレンジ・ラウンド」に出場し、前年度優勝者への挑戦権を争う。前年度優勝者は、無条件で「オールカマーズ・ファイナル」に出場できる。チャレンジ・ラウンドの勝者と前年度優勝者による「オールカマーズ・ファイナル」で、当年度の選手権優勝者を決定した。
- この年は、男女シングルスとも前年度優勝者が出場しなかった（ノーマン・ブルックス、メイ・サットンともに外国人選手の遠征）。前年度優勝者が出場しなかった場合は「オールカマーズ・ファイナル」がなくなるため、チャレンジ・ラウンドの決勝結果を優勝記録表に掲載する。
- 本年度の記事は、外国人選手の上位進出が少なかったため、地元イギリス人選手の国旗表示を省略する。
- 混合ダブルスは、1912年まで「選手権公認外競技」（Non-Championship Event）として扱われた。これは公式競技ではないため、ウィンブルドン選手権の優勝記録表には含まれていないが、日本語版の本記事では混合ダブルスの「選手権公認外競技」の結果も記載する。
- 女子ダブルスは、1908年から1912年まで開催されなかった。

## 大会前年度優勝者
- 男子シングルス： ノーマン・ブルックス　［大会不参加］
- 女子シングルス： メイ・サットン　［大会不参加］
- 男子ダブルス： ノーマン・ブルックス＆ アンソニー・ワイルディング　［ペアの1人、ブルックスが不参加］

## 男子シングルス

### チャレンジラウンド
準々決勝
- ロバート・パウエル vs.  ルメール・ド・ワージー　6-4, 8-6, 6-4
- アーサー・ゴア vs. チャールズ・ディクソン　10-8, 6-3, 3-6, 6-0
- ジョシア・リッチー vs. アルフレッド・クローリー　6-1, 6-3, 6-2
- ハーバート・ローパー・バレット vs.  アンソニー・ワイルディング　2-6, 6-4, 6-4, 6-0

準決勝
- アーサー・ゴア vs.  ロバート・パウエル　10-8, 6-4, 6-2
- ハーバート・ローパー・バレット vs. ジョシア・リッチー　6-3, 6-1, 3-6, 6-1

決勝
- アーサー・ゴア vs. ハーバート・ローパー・バレット　6-3, 6-2, 4-6, 3-6, 6-4　（ここで優勝決定。ゴアが本大会の優勝者になる）

## 女子シングルス

### チャレンジラウンド
準々決勝
- ドラ・ブースビー vs. バイオレット・ピンクニー　6-1, 6-4
- シャーロット・クーパー・ステリー vs. ドロテア・ダグラス・チェンバース　6-3, 7-5
- アグネス・モートン vs. ベリル・タロック　7-5, 6-1
- グラディス・イーストレーク・スミス vs. アグネス・タッキー　6-3, 6-1

準決勝
- シャーロット・クーパー・ステリー vs. ドラ・ブースビー　6-2, 6-4
- アグネス・モートン vs. グラディス・イーストレーク・スミス　6-3, 6-4

決勝
- シャーロット・クーパー・ステリー vs. アグネス・モートン　6-4, 6-4　（ここで優勝決定。クーパー・ステリーが本大会の優勝者になる）

## 決勝戦の結果
男子シングルス
- アーサー・ゴア vs. ハーバート・ローパー・バレット　6-3, 6-2, 4-6, 3-6, 6-4　［チャレンジラウンド決勝］

女子シングルス
- シャーロット・クーパー・ステリー vs. アグネス・モートン　6-4, 6-4　［チャレンジラウンド決勝］

男子ダブルス
- ジョシア・リッチー＆ アンソニー・ワイルディング vs. アーサー・ゴア＆ハーバート・ローパー・バレット　6-1, 6-2, 1-6, 1-6, 9-7　［チャレンジラウンド決勝］

混合ダブルス
- アンソニー・ワイルディング＆ドロテア・ダグラス・チェンバース vs. ハーバート・ローパー・バレット＆シャーロット・クーパー・ステリー　6-4, 6-3　［選手権公認外競技］